# 里徹峰
里徹峰（德語：Ritschergipfel）是南極洲的山峰，位於東部南極洲的毛德皇后地，屬於格魯伯山脈的一部分，處於門采爾山西南面11公里，海拔高度2,790米，該山峰由德國的探險隊發現。

## 外部連結
- United States Geological Survey, Geographic Names Information System (GNIS) （页面存档备份，存于）
- Scientific Committee on Antarctic Research (SCAR)

71°24′14″S 13°21′07″E / 71.404°S 13.352°E